# Iengra
La Iengra (in russo Иенгра?) è un fiume della Russia siberiana orientale, affluente di sinistra del Timpton (nel bacino della Lena). Scorre nel Nerjungrinskij rajon della Sacha-Jacuzia.
La sorgente del fiume si trova sul versante settentrionale della catena dei monti Stanovoj e scorre con direzione settentrionale, poi orientale. Sfocia nel Timpton a 470 km dalla foce. La lunghezza del fiume è di 148 km, il bacino imbrifero è di 1 860 km².
Sulla riva sinistra si trova il villaggio omonimo, sotto il quale la ferrovia Amuro-Jakutsk (Амуро-Якутская железнодорожная магистраль) attraversa il fiume.